# Gründau
Gründau település Németországban, Hessen tartományban. Lakosainak száma 14 838 fő (2023. december 31.).

## Népesség
A település népességének változása:
| Lakosok száma | 14 791 | 14 649 | 14 653 | 14 780 | 14 838 |
|               | 2017   | 2019   | 2021   | 2022   | 2023   |